# Leo Borchard
Leo Borchard (Moscú, 31 de marzo de 1899-Berlín, 23 de agosto de 1945) fue un director de orquesta ruso y brevemente director musical de la Orquesta Filarmónica de Berlín.
Nació en Moscú en el seno de una familia alemana, y creció en San Petersburgo donde recibió una sólida educación musical. En 1920, después de la Revolución rusa de 1917, emigró a Alemania. Fue asistente de Otto Klemperer en la Ópera de Kroll en Berlín, y dirigió la Orquesta Filarmónica de Berlín por primera vez en enero de 1933. En 1935, el régimen nazi le prohibió por ser políticamente inelegible.
Durante la Segunda Guerra Mundial fue un activista de la resistencia en Berlín. Durante esta época fue pareja de la periodista Ruth Andreas-Friedrich. El 26 de mayo de 1945, dos semanas y media después de la rendición de Alemania, dirigió a la Filarmónica de Berlín en concierto con la Sinfonía nº 4 de Chaikovski con gran ovación del público. Una semana después fue nombrado director musical de la orquesta, reemplazando a Wilhelm Furtwängler que se hallaba exiliado en Suiza.
En agosto de 1945 murió al ser alcanzado por el disparo de un soldado estadounidense después de que su conductor no se detuviera en un puesto de control militar en Berlín.
| Predecesor: Wilhelm Furtwängler | Directores Musicales, Orquesta Filarmónica de Berlín 1945 | Sucesor: Sergiu Celibidache |